# Публій Децій Мус (консул 340 року до н. е.)
Пу́блій Де́цій Мус (? — 340 до н. е.) — політичний та військовий діяч Римської республіки, консул 340 року до н. е.

## Життєпис
Походив з плебейського роду Деціїв. Син Квінта Деція Муса. 352 року до н. е. Публія було призначено до банківської комісії quinqueviri mensarum, яка займалося полегшення стану позичальників, що мали значні боргові зобов'язання. У 343 році до н. е. став військовим трибуном. Тоді тривала Перша Самнітська війна. Римське військо опинилося в оточенні біля гори Гавр. Децій Мус зумів із загоном вийти з оточення, обійти ворога та змусити його відступити. Тим самим врятував усю римську армію. За цю звитягу його нагородили військом цивільним вінком — з дубу, який надавався тому, хто рятував громадян під час війни — та облоговим — який давався тому, хто звільняв громадян від облоги.
340 року до н. е. його було обрано консулом разом з Тітом Манлієм Імперіосом Торкватом. Цього року почалася війна з латинянами. Під час стоянки біля ріки Везер обом консулам наснився сон, згідно з яким у битві переможе той, чий військовий очільник загине. Децій та Манлій вирішили принести у жертву того, чий прапор першим відступить. Під час вирішальної битви прапор Деція Муса почав відступати й той пожертвував собою, кинувшись на ворогів, чим дозволив Торквату перейти в атаку й здобути повну перемогу.

## Родина
- Публій Децій Мус